# Reinhard Bachofen
Reinhard Bachofen (auch Reinhard Bachhoff von Echt; * 1544 in Köln; † 7. Februar oder 17. Februar 1614 in Heidelberg) war in den Jahren 1588 und 1591 Bürgermeister der Stadt Leipzig.

## Werdegang
Bachofen war Handelsherr in Leipzig. Im Jahr 1585 wurde er dort zum Ratsherrn gewählt. 1588 und 1591 war er Bürgermeister von Leipzig. 1592 trat er von seinem Ratsherrenamt zurück.